# Средний Кушкет
Средний Кушкет  — село в Балтасинском районе Татарстана. Входит в состав Среднекушкетского сельского поселения.

## География
Находится в северо-западной части Татарстана на расстоянии приблизительно 11 км на север по прямой от районного центра поселка Балтаси у речки Кушкет.

## История
Основано в начале XVIII века переселенцами из села Старый Кушкет, упоминалоь также как Карлыган.

## Население
Постоянных жителей было: в 1746—113, в 1763—123 души мужского пола, в 1795—364 чел.; в 1811—171 душа муж. пола; в 1859—371, в 1884—352, в 1897—321, в 1905—465, в 1920—567, в 1926—541, в 1938—524, в 1949—330, в 1958—215, в 1970—248, в 1979—216, в 1989—186, в 2002 году 222 (удмурты 92 %), в 2010 году 222.